# 布麗特·艾克蘭
布麗特·艾克蘭（瑞典語：Britt Ekland，瑞典語發音：[ˈbrɪtː ˈěːkland] ⓘ，1942年10月6日—），瑞典籍女演員，最活躍於1960至70年代，曾於《鐵金剛大戰金槍客》中飾演邦女郎，被公認為性感象征。

## 外部連結
- 布麗特·艾克蘭在互联网电影资料库（IMDb）上的資料（英文）
- TCM电影资料库上布麗特·艾克蘭的资料（英文）
- 布麗特·艾克蘭 在英國電影協會的Screenonline
- 布麗特·艾克蘭的Discogs页面 （英文）
- . From Sweden with Love. 25 November 2014  [2021-06-04]. （原始内容存档于2016-04-21）.